# Mercedes-Benz M117
La sigla Mercedes-Benz M117 (o Daimler-Benz M117) indica una famiglia di motori a scoppio prodotti dal 1971 al 1992 dalla Casa tedesca Daimler-Benz per il suo marchio automobilistico Mercedes-Benz.

## Profilo e caratteristiche

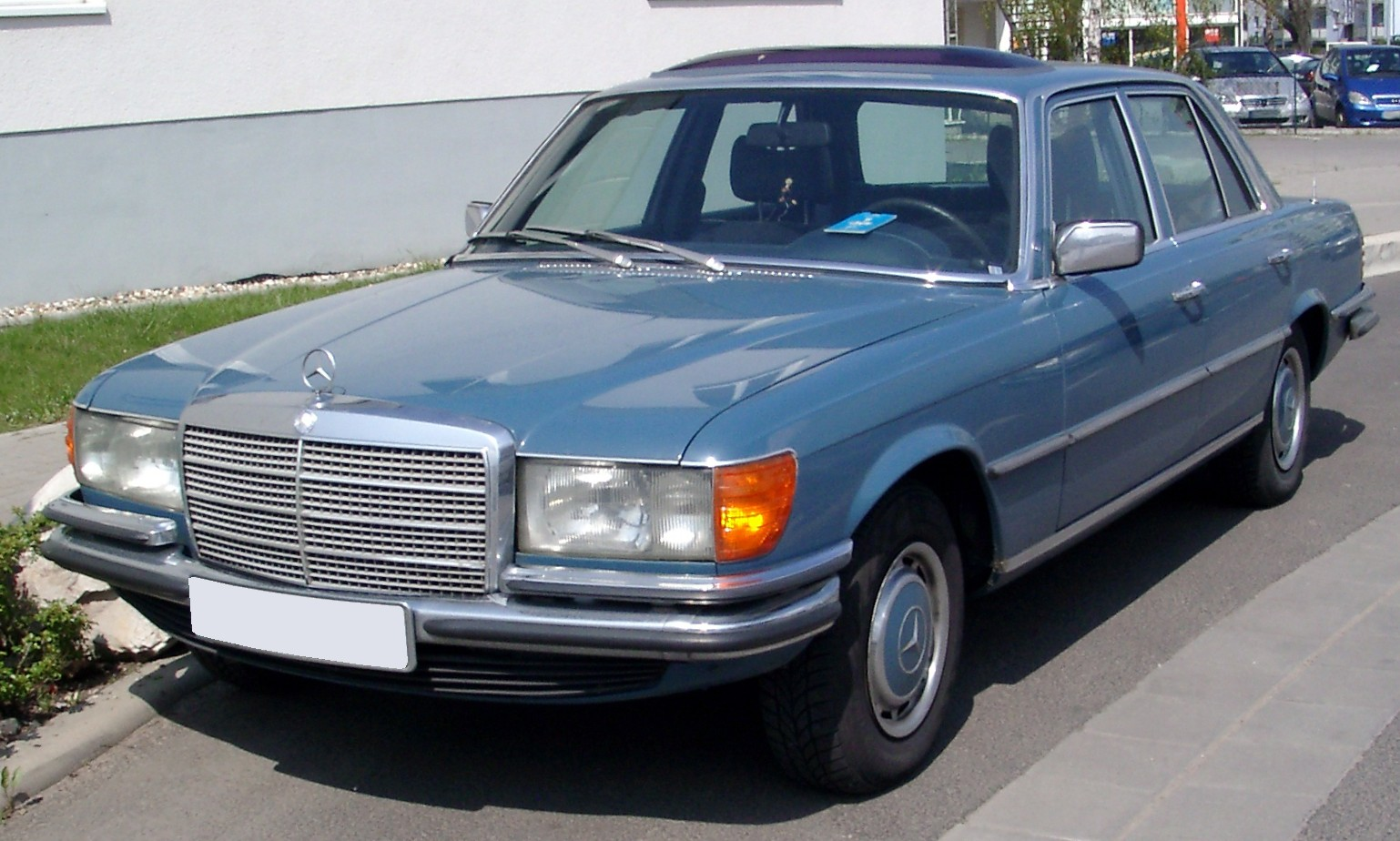
La 450SEL W116 era un tipico esempio di applicazione di un motore M117.

La famiglia dei motori M117 deriva dai motori M116, con i quali condivide l'architettura generale di tipo V8 con angolo di 90° tra le bancate.

Inizialmente i motori M117 erano stati concepiti per il mercato statunitense, dove le più severe norme antinquinamento imponevano limitazioni sensibili alle prestazioni dei motori. Per non penalizzare troppo il 3.5 M116, allora già in produzione, si scelse di derivare da tale motore un'unità di cubatura maggiore, le cui maggiori prestazioni avrebbero compensato le restrizioni antinquinamento locali. Alla fine, però, si decise di proporre la nuova famiglia di motori anche per il mercato europeo, ovviamente in una configurazione più potente.

La carriera dei motori M117 fu avviata nel 1971 e nel corso degli anni arrivò a comporsi di quattro versioni, accomunate tra loro dalle seguenti caratteristiche:
- architettura di tipo V8;
- angolo di 90° tra le bancate;
- testate in lega di alluminio;
- distribuzione a due valvole in testa per cilindro, un asse a camme in testa per bancata;
- alimentazione ad iniezione Bosch;
- albero a gomiti su 5 supporti di banco.

Nel corso degli anni, i motori M117 avrebbero conosciuto non pochi aggiornamenti, spesso anche molto profondi, tra cui il passaggio dal monoblocco in ghisa a quello in lega di alluminio + silicio, oppure l'avvicendamento dall'iniezione elettronica a quella meccanica e viceversa.

Di seguito vengono riportate più in dettaglio le caratteristiche di ogni versione dei motori M117.

### M117E45
Questa versione è stata la prima motorizzazione M117 in ordine cronologico. Essa era caratterizzata dal monoblocco in ghisa (unico motore M117 a possederla). Inizialmente l'alimentazione era ad iniezione elettronica Bosch D-Jetronic, ma dal novembre del 1975 questa fu rimpiazzata dall'iniezione meccanica K-Jetronic. Ciò causò una lieve flessione nelle doti di erogazione, flessione che sarebbe stata però recuperata nel 1978 riportando i valori di potenza e coppia massima come all'inizio.

Il motore M117E45 nasce dal 3.5 M116, rispetto al quale è stata sensibilmente allungata la misura della corsa, portata da 65.8 ad 85 mm, mentre l'alesaggio è rimasto invariato a quota 92 mm. La cilindrata risultante è di 4520 cm³.

Nella seguente tabella sono riportate le varie differenze tra le diverse varianti del motore M117E45:
| Mercedes-Benz Motore M117E45 |                          |                |               |                              |                    |
| Variante                     | Rapporto di compressione | Potenza CV/rpm | Coppia Nm/rpm | Applicazioni                 | Anni di produzione |
| 117.982                      | 8.8                      | 225/5000       | 378/3000      | Mercedes-Benz 450SL R107     | 1971-75            |
| 117.982                      | 8.8                      | 225/5000       | 378/3000      | Mercedes-Benz 450 SLC        | 1972-80            |
| 117.983                      | 8.8                      | 225/5000       | 378/3000      | Mercedes-Benz 450SE/SEL W116 | 1972-75            |
| 117.985                      | 8.8                      | 217/5000       | 360/3250      | Mercedes-Benz 450SL R107     | 1975-80            |
| 117.985                      | 8.8                      | 217/5000       | 360/3250      | Mercedes-Benz 450 SLC        | 1975-80            |
| 117.986                      | 8.8                      | 217/5000       | 360/3250      | Mercedes-Benz 450SE/SEL W116 | 1975-78            |
| 117.986                      | 8.8                      | 225/5000       | 368/3250      | Mercedes-Benz 450SE/SEL W116 | 1978-80            |

Altre applicazioni del 4.5 M117 si sono avute nel primissimo periodo di carriera del propulsore stesso, e precisamente tra il 1971 ed il 1972, periodo in cui vennero commercializzati, per il solo mercato statunitense, i modelli Mercedes-Benz 280 SE/SEL 4.5 W108/W109 e 300SEL 4.5 W109. Tali modelli montavano una versione depotenziata del 4.5 M117, con rapporto di compressione sceso ad 8:1 e capace di erogare fino a 195 CV di potenza massima a 5800 giri/min.

### M117E50

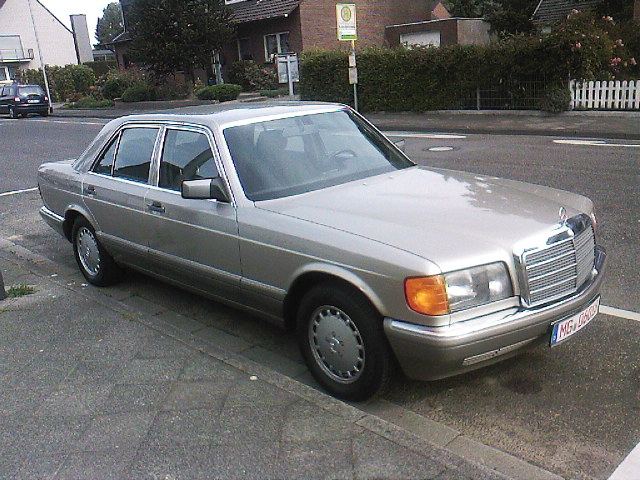
Le 500 SE ed SEL appartenenti alla serie W126 montavano il motore M117E50

Questo motore da 5 litri introduce significative novità tecniche, prima fra tutte l'impiego di una particolare lega di alluminio e silicio per realizzare il monoblocco, che quindi abbandona definitivamente l'uso della ghisa. Questo monoblocco è stato realizzato mediante un sistema che all'epoca era rivoluzionario, e che in seguito è stato messo in pratica anche dalla BMW, principale rivale della Mercedes-Benz. Questo sistema prevede che, una volta realizzato il monoblocco in questa lega particolare, esso venga sottoposto ad un trattamento elettrochimico che sortisce come effetto quello di esporre sulle superfici esterne i cristalli di silicio, così da creare uno strato in grado di fungere da canna cilindro nelle zone del monoblocco corrispondenti al cilindro stesso. Ciò consente di non utilizzare la ghisa per le canne cilindro e nel contempo di non rischiare un'usura precoce del monoblocco.

In realtà i motori M117 da 5 litri sono stati due: il primo dei due motori ha avuto una carriera breve, essendo stato prodotto dal 1978 al 1980, mentre il secondo ha esordito nel 1979 per terminare la sua carriera nel 1992. Stranamente, nonostante alcune differenze tra i due motori, le sigle utilizzate erano le stesse, ed erano M117E50 oppure 117.960.
Il primo 5 litri M117 aveva una cilindrata di 5025 cc (alesaggio e corsa: 97x85 mm), rapporto di compressione pari ad 8.8:1, alimentazione ad iniezione meccanica Bosch, potenza massima di 240 Cv a 5000 giri/min e coppia massima pari a 402 N·m a 3200 giri/min. Questo motore è stato montato sulla Mercedes-Benz 450SLC 5.0 (1978-79).
Introdotto nel 1979, il secondo 5 litri M117 si differenziava dal primo essenzialmente per la riduzione di 0.5 mm della misura di alesaggio, scesa così a 96.5 mm, per una cilindrata totale di 4973 cc. Questo motore, anch'esso interamente in lega di alluminio, era alimentato nei primi anni ad iniezione meccanica Bosch K-Jetronic, ma a partire dal 1985 ha beneficiato del sistema elettronico KE-Jetronic, sempre della Bosch. 

Questo ed altri aggiornamenti occorsi a tale propulsore hanno fatto in modo che ne siano esistite diverse varianti, le cui caratteristiche sono riportate nella seguente tabella:
| Variante    | Rapporto di compressione | Potenza CV/rpm | Coppia Nm/rpm | Applicazioni                     | Anni di produzione |
| ----------- | ------------------------ | -------------- | ------------- | -------------------------------- | ------------------ |
| 117.960     | 8.8                      | 240/5000       | 402/3200      | Mercedes-Benz 500SL R107         | 1979-81            |
| 117.960     | 8.8                      | 240/5000       | 402/3200      | Mercedes-Benz 500 SLC            | 1980-81            |
| 117.960     | 8.8                      | 240/5000       | 402/3200      | Mercedes-Benz 450 SLC 5.0        | 1979-80            |
| 117.961     | 8.8                      | 240/5000       | 404/3200      | Mercedes-Benz 500SE/SEL W126     | 1979-81            |
| 117.962     | 9.2                      | 231/4750       | 404/3000      | Mercedes-Benz 500 SL R107        | 1981-85            |
| 117.963     | 9.2                      | 231/4750       | 405/3000      | Mercedes-Benz 500SE/SEL W126     | 1981-85            |
| 117.963     | 9.2                      | 231/4750       | 405/3000      | Mercedes-Benz 500 SEC C126       | 1981-85            |
| 117.964     | 9                        | 245/4750       | 392/3750      | Mercedes-Benz 500SL R107         | 1985-89            |
| 117.964 Kat | 9                        | 223/4700       | 358/3500      | Mercedes-Benz 500SL Kat R107     | 1985-89            |
| 117.965     | 9                        | 245/4750       | 400/3750      | Mercedes-Benz 500SE/SEL W126     | 1985-87            |
| 117.965     | 9                        | 245/4750       | 400/3750      | Mercedes-Benz 500 SEC C126       | 1985-87            |
| 117.965     | 10                       | 265/5200       | 405/4000      | Mercedes-Benz 500SE/SEL W126     | 1987-92            |
| 117.965     | 10                       | 265/5200       | 405/4000      | Mercedes-Benz 500 SEC C126       | 1987-91            |
| 117.965 Kat | 9                        | 223/4700       | 365/2500      | Mercedes-Benz 500SE/SEL Kat W126 | 1987-92            |
| 117.965 Kat | 9                        | 223/4700       | 365/2500      | Mercedes-Benz 500 SEC Kat C126   | 1985-87            |
| 117.965 Kat | 10                       | 241/5000       | 375/3500      | Mercedes-Benz 500GE V8 W463      | 1993-94            |
| 117.965 Kat | 10                       | 252/5200       | 390/3750      | Mercedes-Benz 500SE/SEL Kat W126 | 1987-92            |
| 117.965 Kat | 10                       | 252/5200       | 390/3750      | Mercedes-Benz 500 SEC Kat C126   | 1987-91            |

### M117E56

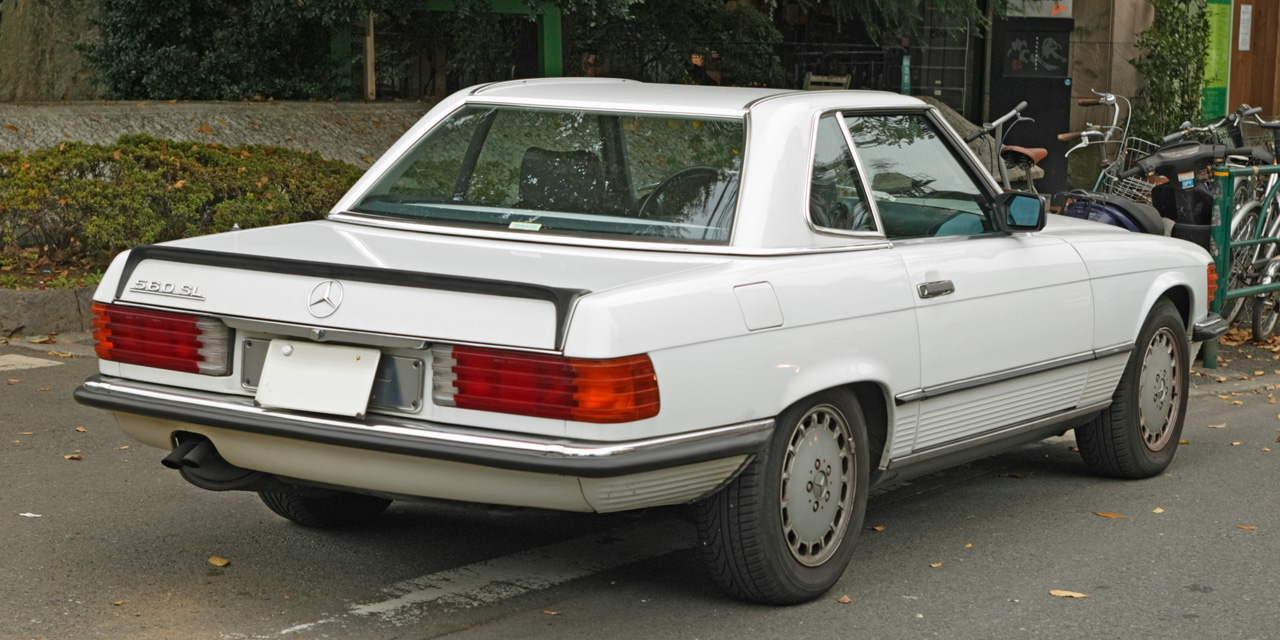
Le 560SL della serie R107 montavano il 5.6 litri M117

Nel 1985 fu introdotta l'ultima evoluzione dei motori M117: contrassegnata dalla sigla M117E56, questa nuova variante, anch'essa in lega di alluminio, derivava direttamente dal 5 litri M117 da 4973 cc, al quale è stata allungata la misura della corsa, portata da 85 a 94.8 mm, ottenendo come risultato una cilindrata totale di 5547 cc.

L'alimentazione era affidata al sistema Bosch KE-Jetronic, la quale riuniva in sé i vantaggi dei due vecchi sistemi, l'elettronico (D-Jetronic) e il meccanico (K-Jetronic).

Nel settembre del 1987 il 5.6 M117 ha subito alcuni aggiornamenti volti a migliorarne le prestazioni e ad incrementarne il rendimento termico.

Questo motore, il più grande della famiglia M117, è stato montato sulle versioni top di gamma dei modelli al vertice della produzione Mercedes-Benz della seconda metà degli anni '80. Per alcuni modelli è stato previsto solo per alcuni mercati.
Le caratteristiche ed applicazioni delle diverse varianti del motore M117E56 sono riportate nella seguente tabella:
| Variante    | Rapporto di compressione | Potenza CV/rpm | Coppia Nm/rpm | Applicazioni                        | Anni di produzione |
| ----------- | ------------------------ | -------------- | ------------- | ----------------------------------- | ------------------ |
| 117.967     | 9                        | 227/4750       | 373/3250      | Mercedes-Benz 560SL R107 (solo USA) | 1985-89            |
| 117.968     | 9                        | 272/5000       | 430/3750      | Mercedes-Benz 560SE/SEL/SEC W126    | 1985-87            |
| 117.968     | 10                       | 300/5000       | 455/3750      | Mercedes-Benz 560SE W126            | 1987-90            |
| 117.968     | 10                       | 300/5000       | 455/3750      | Mercedes-Benz 560SEL W126           | 1987-92            |
| 117.968     | 10                       | 300/5000       | 455/3750      | Mercedes-Benz 560SEC C126           | 1987-91            |
| 117.968 Kat | 9                        | 242/4800       | 390/3500      | Mercedes-Benz 560SE/SEL Kat W126    | 1985-87            |
| 117.968 Kat | 9                        | 242/4800       | 390/3500      | Mercedes-Benz 560SEC Kat C126       | 1985-87            |
| 117.968 Kat | 10                       | 279/5200       | 430/3750      | Mercedes-Benz 560SE Kat W126        | 1987-90            |
| 117.968 Kat | 10                       | 279/5200       | 430/3750      | Mercedes-Benz 560SEL Kat W126       | 1987-92            |
| 117.968 Kat | 10                       | 279/5200       | 430/3750      | Mercedes-Benz 560SEC Kat C126       | 1987-91            |

I successori dei motori M117 sono stati il 5 litri M119 ed il 6 litri M120.